# Camperdown, England
Camperdown är en ort i distriktet North Tyneside, i grevskapet Tyne and Wear, i England. Camperdown hade 10 502 invånare år 2021. Camperdown var en civil parish 1899–1912 när blev den en del av Longbenton. Civil parish hade 918 invånare år 1911.